# Julián Mesa
Julián Mesa (Cali, Valle del Cauca; 21 de noviembre de 1981) es un exfutbolista colombiano. Jugaba como guardameta.

## Clubes
| Club                   | País     | Año         | Partidos |
| ---------------------- | -------- | ----------- | -------- |
| Independiente Medellín | Colombia | 2003 - 2004 | 1        |
| Once Caldas            | Colombia | 2005 - 2008 | 55       |
| América de Cali        | Colombia | 2009        | 10       |
| Deportivo Pasto        | Colombia | 2009 - 2010 | 57       |
| Águilas Doradas        | Colombia | 2011        | 15       |
| La Equidad             | Colombia | 2011 - 2012 | 33       |
| Águilas Doradas        | Colombia | 2013        | 20       |
| Deportes Quindío       | Colombia | 2014 - 2018 | 130      |

## Estadísticas
| Club                              | Div.          | Temporada     | Liga  | Liga  | Copa Nacional | Copa Nacional | Copa Internacional | Copa Internacional | Total | Total |
| Club                              | Div.          | Temporada     | Part. | Goles | Part.         | Goles         | Part.              | Goles              | Part. | Goles |
| --------------------------------- | ------------- | ------------- | ----- | ----- | ------------- | ------------- | ------------------ | ------------------ | ----- | ----- |
| Independiente Medellín · Colombia |               |               |       |       |               |               |                    |                    |       |       |
| 1.ª                               | 2003/04       | 1             | 0     | —     | —             | —             | —                  | 1                  | 0     |       |
| Total club                        | Total club    | 1             | 0     | 0     | 0             | 0             | 0                  | 1                  | 0     |       |
| Once Caldas · Colombia            |               |               |       |       |               |               |                    |                    |       |       |
| 1.ª                               | 2005/08       | 65            | 0     | —     | —             | 4             | 0                  | 55                 | 0     |       |
| Total club                        | Total club    | 51            | 0     | 0     | 0             | 4             | 0                  | 55                 | 0     |       |
| América de Cali · Colombia        |               |               |       |       |               |               |                    |                    |       |       |
| 1.ª                               | 2009          | 7             | 0     | —     | —             | 6             | 0                  | 10                 | 0     |       |
| Total club                        | Total club    | 4             | 0     | 0     | 0             | 6             | 0                  | 10                 | 0     |       |
| Deportivo Pasto · Colombia        |               |               |       |       |               |               |                    |                    |       |       |
| 1.ª                               | 2009          | 18            | 0     | 8     | 0             | —             | —                  | 26                 | 0     |       |
| 1.ª                               | 2010          | 29            | 0     | 2     | 0             | —             | —                  | 31                 | 0     |       |
| Total club                        | Total club    | 47            | 0     | 10    | 0             | 0             | 0                  | 57                 | 0     |       |
| Águilas Doradas · Colombia        |               |               |       |       |               |               |                    |                    |       |       |
| 1.ª                               | 2011          | 11            | 0     | 4     | 0             | —             | —                  | 15                 | 0     |       |
| 1.ª                               | 2013          | 18            | 0     | 1     | 0             | 1             | 0                  | 20                 | 0     |       |
| Total club                        | Total club    | 29            | 0     | 5     | 0             | 1             | 0                  | 35                 | 0     |       |
| La Equidad · Colombia             |               |               |       |       |               |               |                    |                    |       |       |
| 1.ª                               | 2011          | 3             | 0     | —     | —             | —             | —                  | 3                  | 0     |       |
| 1.ª                               | 2012          | 22            | 0     | 7     | 0             | 1             | 0                  | 30                 | 0     |       |
| Total club                        | Total club    | 25            | 0     | 7     | 0             | 1             | 0                  | 33                 | 0     |       |
| Deportes Quindío · Colombia       |               |               |       |       |               |               |                    |                    |       |       |
| 1.ª                               | 2014          | 39            | 0     | 11    | 0             | —             | —                  | 50                 | 0     |       |
| 1.ª                               | 2015          | 21            | 0     | 3     | 0             | —             | —                  | 24                 | 0     |       |
| 1.ª                               | 2016          | 28            | 0     | 2     | 0             | —             | —                  | 30                 | 0     |       |
| 1.ª                               | 2017          | 14            | 0     | 2     | 0             | —             | —                  | 16                 | 0     |       |
| 1.ª                               | 2018          | 7             | 0     | 3     | 0             | —             | —                  | 10                 | 0     |       |
| Total club                        | Total club    | 109           | 0     | 21    | 0             | 0             | 0                  | 130                | 0     |       |
| Total carrera                     | Total carrera | Total carrera | 266   | 0     | 43            | 0             | 12                 | 0                  | 321   | 0     |

## Palmarés

### Campeonatos nacionales
| Título                                          | Club                                                         | País     | Año            |
| ----------------------------------------------- | ------------------------------------------------------------ | -------- | -------------- |
| Torneo clausura Torneo Apertura Torneo postobon | IndependientemedellinIndependiente medellin Deportes Quindio | Colombia | 2002 2004 2014 |